# Cicer balcaricum
Cicer balcaricum là một loài thực vật có hoa trong họ Đậu. Loài này được Galushko miêu tả khoa học đầu tiên.